# Trântă
Trântă es un deporte de combate entre dos o más hombres desarmados, tratando solo hacer caer al rival. Trântă es muy similar a la lucha grecorromana, ya que, tiene su origen durante Dacia. Actualmente es practicada por Rumanía y Moldavia.
En Moldavia el trântă es considerado un deporte nacional.

## Descripción
En conclusión, La lucha se lleva al cabo de cuatro minutos para los jóvenes y seis minutos para los adultos y que se detiene a los doce puntos de diferencia entre luchadores. Está prohibido golpear al enemigo una vez que haya caído, una vez de pies se continua la lucha. En 1960, "El Trântă como una lucha directa, fue presentado en el Festival de Deportes de la Juventud en Rumania, y en 1968 comenzó a desarrollarse Campeonato Nacional de Trântă y Copa U.T.C.; los cuales las actividades deportivas estaban promocionadas por la Daciada.

## En la cultura popular
- A principios de 1968, el director moldavo Anatol Codru, estuvo encargado en los documentales de "Trântă" (en ruso "Трынта") informando sobre las tradiciones deportivas y nacionales de la cultura moldava. La película fue filmada en el estudio Moldova Film en la RSS de Moldavia.

En el mismo año, la película ganó premio al mejor director en el Festival de Cine de Minsk, y en 2012 fue concevido por el premio del Festival de Deportes Krasnogorsk Internacional en Moscú.